# UFC 310
UFC 310: Pantoja vs. Asakura — турнир по смешанным единоборствам, организованный Ultimate Fighting Championship, который был проведён 7 декабря 2024 года на спортивной арене «T-Mobile Arena» в городе Парадайс (часть мегаполиса Лас-Вегас), штат Невада, США.

## Подготовка турнира

### Главные события
Изначально в качестве главного события был запланирован бой за титул чемпиона UFC в полусреднем весе, в котором должны были встретиться действующий чемпион организации американец палестинского происхождения Белал Мухаммад и непобежденный казахский боец Шавкат Рахмонов (#3 в рейтинге). Однако 31 октября стало известно, что Мухаммад вынужден сняться с боя из-за костной инфекции на ноге. Таким образом, новым заглавным событием турнира был назначен бой за титул чемпиона UFC в наилегчайшем весе, в котором должны встретиться действующий чемпион организации Алешандри Пантожа и бывший чемпион Rizin в легчайшем весе японец Кай Асакура, который проведёт свой дебютный поединок под эгидой UFC. Изначально этот поединок планировался как соглавный бой турнира.
| Заглавное событие — Наилегчайший вес — Бой за титул чемпиона | Заглавное событие — Наилегчайший вес — Бой за титул чемпиона | Заглавное событие — Наилегчайший вес — Бой за титул чемпиона |
| --- | --- | ------------------------------------------------------------ |
| Алешандри Пантожа | | Кай Асакура                                                  |
| ALEXSANDRE PANTOJA PASSIDOMO «The Cannibal» (Людоед) 34 года (16.04.1990) Рост 166 см, размах рук 173 см, вес 56,5 кг Гражданство: Происхождение: Место рождения: Арраял-ду-Кабу, Рио-де-Жанейро, Бразилия Представляет: Арраял-ду-Кабу, Рио-де-Жанейро, Бразилия «American Top Team» Дебют в UFC — 28.01.2017 (с рекордом 16-2) Бонусы "Fight of the Night" (2) / "Performance of the Night" (3) Действующий чемпион UFC в наилегчайшем весе (07.2023-н.в., защиты 2/2) Участник The Ultimate Fighter 24 (2016) Чемпион Resurrection Fighting Alliance в наилегчайшем весе (2014-15) | 朝倉海, ASAKURA KAI - 31 год (31.10.1993) Рост 172 см, размах рук 175 см, вес 56,5 кг Гражданство: Происхождение: Место рождения: Тоёхаси, Айти, Япония Представляет: Токио, Япония «Japan Top Team» Дебют в UFC — 07.12.2024 (с рекордом 21-4) Претендент на титул чемпиона UFC в наилегчайшем весе Двукратный чемпион RIZIN в легчайшем весе (2020, 2023) |                                                              |
| Последние бои: 04.05.2024, Стив Эрцег (#10), UDEC 16.12.2023, Брэндон Ройвал (#4), UDEC 08.07.2023, Брэндон Морено (ч), UDEC 30.07.2022, Алекс Перес (#6), SUB1 21.08.2021, Брэндон Ройвал (#6), SUB2 | Последние бои: TKO2, Хуан Арчулета (ч), 31.12.2023 (RIZIN) KO2, Юки Мотоя, 06.05.2023 (RIZIN) UDEC, Хиромаса Угикубо, 30.12.2021 (RIZIN Grand-prix) UDEC, Кента Такизава, 30.12.2021 (RIZIN Grand-prix) UDEC, Алан Ёсихиро Яманиха, 19.09.2021 (RIZIN) |                                                              |

В итоге в качестве нового соглавного события был организован бой в полусреднем между Шавкатом Рахмоновым и ирландцем Иэном Гэрри (#7 в рейтинге), который изначально должен был возглавить турнир UFC on ESPN 53 неделей позже, но был перенесён на данное мероприятие.
| Соглавное событие — Полусредний вес | Соглавное событие — Полусредний вес | Соглавное событие — Полусредний вес |
| --- | --- | ----------------------------------- |
| Шавкат Рахмонов | | Иэнн Гэрри                          |
| ШАВКАТ БАХТИБАЕВИЧ РАХМОНОВ «Nomad» (каз. Кочевник) 30 лет (23.10.1994) Рост 185 см, размах рук 196 см, вес 77,6 кг Гражданство: Происхождение: Место рождения: Шурчи, Узбекистан Представляет: Кокшетау, Казахстан «Kill Cliff FC» / «DAR Pro Team» Дебют в UFC — 24.10.2020 (с рекордом 12-0) Бонусы "Fight of the Night" (1) / "Performance of the Night" (2) Чемпион M-1 Global в полусреднем весе (2019) Чемпион Kazakhstan MMA Federation в полусреднем весе (2018) | IAN DAVID MACHADO GARRY «The Future» (Будущее) 27 лет (17.11.1997) Рост 191 см, размах рук 188 см, вес 77,6 кг Гражданство: Происхождение: Место рождения: Портмарнок, Фингал, Ирландия Представляет: Дублин, Ирландия / Куритиба, Парана, Бразилия «Chute Boxe Diego Lima» / «Bangtao Muay Thai & MMA» Дебют в UFC - 06.11.2021 (с рекордом 7-0) Бонус "Performance of the Night" (1) Чемпион Cage Warriors FC в полусреднем весе (2021) |                                     |
| Последние бои: 16.12.2023, Стивен Томпсон (#6), SUB2 04.03.2023, Джефф Нил (#7), SUB3 25.06.2022, Нил Магни (#10), SUB2 05.12.2022, Карлстон Харрис, KO1 26.06.2021, Мишел Празерис, SUB2 | Последние бои: UDEC, Майкл Пейдж (#14), 29.06.2024 SDEC, Джефф Нил (#8), 17.02.2024 UDEC, Нил Магни (#11), 19.08.2023 TKO1, Дэниел Родригес, 13.05.2023 TKO3, Сун Кэнань, 04.03.2023 |                                     |

### Изменения карда турнира
Ожидалось, что бой-реванш в тяжёлом весе между бывшим временным чемпионом UFC в тяжелом весе французом Сирилом Ганом и бывшим чемпионом Bellator в тяжелом весе россиянином Александром Волковым состоится на турнире UFC 308. Однако из-за травмы Волкова бой был перенесен на это мероприятие. Ранее поединок между этими бойцами возглавлял турнир UFC Fight Night: Ган vs. Волков, который проходил в июне 2021 года. В первой встрече победил Ган единогласным решением судей.

### Анонсированные бои
| Бой | Весовая категория       | Участники боёв и их статистика перед боем (рекорд ММА / рекорд UFC / серия) | Участники боёв и их статистика перед боем (рекорд ММА / рекорд UFC / серия) | Участники боёв и их статистика перед боем (рекорд ММА / рекорд UFC / серия) | Участники боёв и их статистика перед боем (рекорд ММА / рекорд UFC / серия) | Участники боёв и их статистика перед боем (рекорд ММА / рекорд UFC / серия) | Участники боёв и их статистика перед боем (рекорд ММА / рекорд UFC / серия) | Участники боёв и их статистика перед боем (рекорд ММА / рекорд UFC / серия) | Участники боёв и их статистика перед боем (рекорд ММА / рекорд UFC / серия) | Участники боёв и их статистика перед боем (рекорд ММА / рекорд UFC / серия) | Участники боёв и их статистика перед боем (рекорд ММА / рекорд UFC / серия) | Участники боёв и их статистика перед боем (рекорд ММА / рекорд UFC / серия) | Участники боёв и их статистика перед боем (рекорд ММА / рекорд UFC / серия) |
|     |                         | Главный кард (Main Card, PPV)                                               |                                                                             |                                                                             |                                                                             |                                                                             |                                                                             |                                                                             |                                                                             |                                                                             |                                                                             |                                                                             |                                                                             |
| 1   | Наилегчайший вес        | Алешандри Пантожа Alexandre «The Cannibal» Pantoja                          | #Ч TUF                                                                      | 28-5                                                                        | 12-3                                                                        | +6                                                                          | vs.                                                                         | Кай Асакура Kai Asakura                                                     | д                                                                           | 21-4                                                                        | -                                                                           | +2                                                                          | [ 5 ]                                                                       |
| 2   | Полусредний вес         | Шавкат Рахмонов Shavkat «Nomad» Rakhmonov                                   | #3                                                                          | 18-0                                                                        | 6-0                                                                         | +18                                                                         | vs.                                                                         | Иэн Гэрри▲ «The Future» Ian Machado Garry                                   | #7 exT(6)                                                                   | 15-0                                                                        | 8-0                                                                         | +15                                                                         | [ 6 ]                                                                       |
| 3   | Тяжелый вес             | Сирил Ган Ciryl «Bon Gamin» Gane                                            | #2 exВЧ                                                                     | 12-2                                                                        | 9-2                                                                         | +1                                                                          | vs.                                                                         | Александр Волков Alexander «Drago» Volkov                                   | #3                                                                          | 38-10                                                                       | 12-4                                                                        | +4                                                                          | [ 7 ]                                                                       |
| 4   | Полулёгкий вес          | Брайс Митчелл Bryce «Thug Nasty» Mitchell                                   | #13 exT(9), TUF                                                             | 16-2                                                                        | 7-2                                                                         | -1                                                                          | vs.                                                                         | Крон Грейси Kron Gracie                                                     |                                                                             | 5-2                                                                         | 1-2                                                                         | -2                                                                          | [ 8 ]                                                                       |
| 5   | Полулёгкий вес          | Нейт Ландвер Nate «The Train» Landwehr                                      |                                                                             | 18-5                                                                        | 5-3                                                                         | +1                                                                          | vs.                                                                         | Чхве Ту-хо «The Korean Superboy» Dooho Choi                                 | exT(11)                                                                     | 15-4-1                                                                      | 4-3-1                                                                       | +1                                                                          | [ 9 ]                                                                       |
|     |                         | Предварительный кард (Preliminary Card, ESPN2/FX/ESPN+)                     |                                                                             |                                                                             |                                                                             |                                                                             |                                                                             |                                                                             |                                                                             |                                                                             |                                                                             |                                                                             |                                                                             |
| 6   | Полутяжелый вес         | Доминик Рейес Dominick «The Devastator» Reyes                               | #12 exT(1), exП                                                             | 13-4                                                                        | 7-4                                                                         | +1                                                                          | vs.                                                                         | Энтони Смит «Lionheart» Anthony Smith                                       | #13 ex(2), exП, SF                                                          | 38-20                                                                       | 13-10                                                                       | -1                                                                          | [ 10 ]                                                                      |
| 7   | Полусредний вес         | Висенте Луке Vicente «The Silent Assassin» Luque                            | #14 exT(4)                                                                  | 22-10-1                                                                     | 15-6                                                                        | -1                                                                          | vs.                                                                         | Темба Горимбо▲ Themba «The Answer» Gorimbo                                  |                                                                             | 14-4                                                                        | 4-1                                                                         | +4                                                                          | [ 11 ]                                                                      |
| 8   | Полулёгкий вес          | Мовсар Евлоев Movsar Evloev                                                 | #5                                                                          | 18-0                                                                        | 8-0                                                                         | +18                                                                         | vs.                                                                         | Алджамейн Стерлинг Aljamain «Funk Master» Sterling                          | #9 exЧ*                                                                     | 24-4                                                                        | 16-4                                                                        | +1                                                                          | [ 12 ]                                                                      |
| 9   | Полусредний вес         | Рэнди Браун Randy «Rude Boy» Brown                                          |                                                                             | 19-5                                                                        | 13-5                                                                        | +3                                                                          | vs.                                                                         | Брайан Баттл Bryan «The Butcher» Battle                                     | TUF(W)                                                                      | 12-2 (1)                                                                    | 6-1 (1)                                                                     | +3                                                                          | [ 13 ]                                                                      |
|     |                         | Ранний предварительный кард (Early Premilinary Card, ESPN+)                 |                                                                             |                                                                             |                                                                             |                                                                             |                                                                             |                                                                             |                                                                             |                                                                             |                                                                             |                                                                             |                                                                             |
| 10  | Промежуточный вес (195) | Крис Вайдман Chris «The All-American» Weidman                               | exЧ                                                                         | 16-7                                                                        | 12-7                                                                        | +1                                                                          | vs.                                                                         | Эрик Андерс▼ Eryk «Ya Boi» Anders                                           |                                                                             | 16-8 (1)                                                                    | 8-8 (1)                                                                     | +1                                                                          | [ 14 ]                                                                      |
| 11  | Наилегчайший вес        | Коди Дёрден Cody «Custom Made» Durden                                       | #14 ex(13)                                                                  | 17-6-1                                                                      | 6-4-1                                                                       | +1                                                                          | vs.                                                                         | Джошуа Ван Joshua «The Fearless» Van                                        |                                                                             | 11-2                                                                        | 4-1                                                                         | +1                                                                          | [ 15 ]                                                                      |
| 12  | Полусредний вес         | Майкл Кьеза Michael «Maverick» Chiesa                                       | exT(5), TUF(W)                                                              | 19-7                                                                        | 12-7                                                                        | +1                                                                          | vs.                                                                         | Макс Гриффин Max «Pain» Griffin                                             | TUF                                                                         | 20-10                                                                       | 8-8                                                                         | +1                                                                          | [ 16 ]                                                                      |
| 13  | Легкий вес              | Клей Гвида Clay «The Carpenter» Guida                                       | exT(7), WEC                                                                 | 38-24                                                                       | 18-18                                                                       | -2                                                                          | vs.                                                                         | Чейз Хупер Chase «The Dream» Hooper                                         | CS                                                                          | 13-3-1                                                                      | 6-3                                                                         | +3                                                                          | [ 17 ]                                                                      |
| 14  | Тяжелый вес             | Кеннеди Нзечукву▲ Kennedy «African Savage» Nzechukwu                        | exT(15), CS                                                                 | 13-5                                                                        | 7-5                                                                         | +1                                                                          | vs.                                                                         | Лукаш Бржеский Lukasz «The Bull» Brzeski                                    | CS                                                                          | 9-5-1 (1)                                                                   | 1-4                                                                         | -1                                                                          | [ 18 ]                                                                      |
|     |                         | Отменённые бои                                                              |                                                                             |                                                                             |                                                                             |                                                                             |                                                                             |                                                                             |                                                                             |                                                                             |                                                                             |                                                                             |                                                                             |
|     | Жен. минимальный вес    | Татьяна Суарес▼ Tatiana Suarez                                              | #1 TUF(W)                                                                   | 11-0                                                                        | 6-0                                                                         | +11                                                                         | vs.                                                                         | Вирна Жандироба Virna «Carcará» Jandiroba                                   | #3                                                                          | 21-3                                                                        | 7-3                                                                         | +4                                                                          | [ 19 ]                                                                      |
|     | Полусредний вес         | Белал Мухаммад▼ Belal «Remember the name» Muhammad                          | Ч                                                                           | 24-3 (1)                                                                    | 15-3 (1)                                                                    | +10                                                                         | vs.                                                                         | Шавкат Рахмонов Shavkat «Nomad» Rakhmonov                                   | #3                                                                          | 18-0                                                                        | 6-0                                                                         | +18                                                                         | [ 20 ]                                                                      |
|     | Полусредний вес         | Висенте Луке Vicente «The Silent Assassin» Luque                            | #14 exT(4)                                                                  | 22-10-1                                                                     | 15-6                                                                        | -1                                                                          | vs.                                                                         | Ник Диас▼ Nick Diaz                                                         | exT(3), WEC                                                                 | 26-10 (2)                                                                   | 7-7 (1)                                                                     | -3                                                                          | [ 21 ]                                                                      |
|     | Тяжёлый вес             | Мартин Будай▼ Martin «Badys» Buday                                          | exT(15), CS                                                                 | 14-2                                                                        | 5-1                                                                         | +1                                                                          | vs.                                                                         | Ризван Куниев Rizvan Kuniev                                                 | д CS                                                                        | 13-2-1 (1)                                                                  | -                                                                           | +11                                                                         | [ 22 ]                                                                      |
|     | Тяжёлый вес             | Таллисон Тейшейра▼ Tallison «Xicao» Texeira                                 | д                                                                           | 7-0                                                                         | -                                                                           | +7                                                                          | vs.                                                                         | Лукаш Бржеский Lukasz Brzeski                                               |                                                                             | 9-5-1 (1)                                                                   | 1-4                                                                         | -1                                                                          | [ 23 ]                                                                      |

6Условные обозначения: #5 (1) — текущее (лучшее) место бойца в рейтинге, exЧ(В) — бывший чемпион (временный), exП(В) — бывший претендент на титул чемпиона (временного), exТ(3) — боец входил в рейтинг Топ-15 (лучшее место в рейтинге), д — дебютант, CS — боец участвовал в Претендентской серии Дэйны Уайта, RTU — боец участвовал в шоу Road To UFC, TUF — боец участвовал в шоу The Ultimate Fighter, TUF(W/F) — боец являлся победителем/финалистом The Ultimate Fighter, WEC/SF — боец выступал в WEC или Strikeforce до объединения этих организаций с UFC.

## Церемония взвешивания
Результаты официальной церемонии взвешивания бойцов перед турниром.
| Весовая категория и допустимый лимит в фунтах | Весовая категория и допустимый лимит в фунтах | Участники боёв и их вес в фунтах | Участники боёв и их вес в фунтах | Участники боёв и их вес в фунтах | Участники боёв и их вес в фунтах |
| --------------------------------------------- | --------------------------------------------- | -------------------------------- | -------------------------------- | -------------------------------- | -------------------------------- |
| Наилегчайший вес (титульный бой)              | 125                                           | Алешандри Пантожа                | 124,5                            | Кай Асакура                      | 124,5                            |
| Полусредний вес                               | 170 (+1)                                      | Шавкат Рахмонов                  | 171                              | Иэн Гэрри                        | 171                              |
| Тяжелый вес                                   | 265 (+1)                                      | Сирил Ган                        | 245,5                            | Александр Волков                 | 254,5                            |
| Полулёгкий вес                                | 145 (+1)                                      | Брайс Митчелл                    | 146                              | Крон Грейси                      | 144,5                            |
| Полулёгкий вес                                | 145 (+1)                                      | Нейт Ландвер                     | 145,5                            | Чхве Ту-хо                       | 146                              |
| Полутяжелый вес                               | 205 (+1)                                      | Доминик Рейес                    | 205                              | Энтони Смит                      | 205,5                            |
| Полусредний вес                               | 170 (+1)                                      | Висенте Луке                     | 170,5                            | Темба Горимбо                    | 171                              |
| Полулёгкий вес                                | 145 (+1)                                      | Мовсар Евлоев                    | 145,5                            | Алджамейн Стерлинг               | 145,5                            |
| Полусредний вес                               | 170 (+1)                                      | Рэнди Браун                      | 171                              | Брайан Баттл                     | 175 *                            |
| Промежуточный вес                             | 195 (+1)                                      | Крис Вайдман                     | 194,5                            | Эрик Андерс                      | 193                              |
| Наилегчайший вес                              | 125 (+1)                                      | Коди Дёрден                      | 126                              | Джошуа Ван                       | 126                              |
| Полусредний вес                               | 170 (+1)                                      | Майкл Кьеза                      | 170,5                            | Макс Гриффин                     | 170                              |
| Легкий вес                                    | 155 (+1)                                      | Клей Гвида                       | 155                              | Чейз Хупер                       | 155,5                            |
| Тяжелый вес                                   | 265 (+1)                                      | Кеннеди Нзечукву                 | 236,5                            | Лукаш Бржеский                   | 234                              |

[*] Брайан Баттл не смог уложиться в лимит полусреднего веса (превышение составило 4 фунта) и будет оштрафован на 30 % от гонорара в пользу соперника. Бой пройдёт в промежуточном весе 175 фунтов.

## Результаты турнира
В главном бою вечера Алешандри Пантожа победил Кая Асакуру удушающим приёмом во 2-м раунде и в третий раз защитил титул чемпиона UFC в наилегчайшем весе.
| Статистика поединка: | Статистика поединка: | Статистика поединка:                          | Статистика поединка:                          | Статистика поединка: | Статистика поединка: | Статистика поединка: | Статистика поединка: | Статистика поединка: | Статистика поединка: | Статистика поединка: | Статистика поединка: | Статистика поединка: | Статистика поединка: | Статистика поединка: | Статистика поединка: | Статистика поединка: | Статистика поединка: | Статистика поединка: |
| Участник             | Нокдауны             | Акцентрованные удары (по цели/всего/точность) | Акцентрованные удары (по цели/всего/точность) | По раундам           | По раундам           | По раундам           | По раундам           | По раундам           | По цели              | По цели              | По цели              | По позиции           | По позиции           | По позиции           | Тейкдауны            | Тейкдауны            | Контроль             | Попытка приема       |
| Участник             | Нокдауны             | Акцентрованные удары (по цели/всего/точность) | Акцентрованные удары (по цели/всего/точность) | 1Р                   | 2Р                   | 3Р                   | 4Р                   | 5Р                   | Голова               | Корпус               | Ноги                 | Дистанция            | Клинч                | Партер               | Тейкдауны            | Тейкдауны            | Контроль             | Попытка приема       |
| -------------------- | -------------------- | --------------------------------------------- | --------------------------------------------- | -------------------- | -------------------- | -------------------- | -------------------- | -------------------- | -------------------- | -------------------- | -------------------- | -------------------- | -------------------- | -------------------- | -------------------- | -------------------- | -------------------- | -------------------- |
| Алешандри Пантожа    | 0                    | 32/52                                         | 61 %                                          | 31/49                | 1/3                  | -                    | -                    | -                    | 15/33                | 5/5                  | 12/14                | 30/50                | 2/2                  | 0/0                  | 3/7                  | 42 %                 | 2:46                 | 1                    |
| Кай Асакура          | 0                    | 17/29                                         | 58 %                                          | 15/26                | 2/3                  | -                    | -                    | -                    | 10/20                | 5/6                  | 2/3                  | 17/28                | 0/1                  | 0/0                  | 0/0                  | -                    | 0:24                 | 0                    |

В соглавном бою Шавкат Рахмонов победил Иэна Гэрри единогласным решением судей.
| Статистика поединка: | Статистика поединка: | Статистика поединка:                          | Статистика поединка:                          | Статистика поединка: | Статистика поединка: | Статистика поединка: | Статистика поединка: | Статистика поединка: | Статистика поединка: | Статистика поединка: | Статистика поединка: | Статистика поединка: | Статистика поединка: | Статистика поединка: | Статистика поединка: | Статистика поединка: | Статистика поединка: | Статистика поединка: |
| Участник             | Нокдауны             | Акцентрованные удары (по цели/всего/точность) | Акцентрованные удары (по цели/всего/точность) | По раундам           | По раундам           | По раундам           | По раундам           | По раундам           | По цели              | По цели              | По цели              | По позиции           | По позиции           | По позиции           | Тейкдауны            | Тейкдауны            | Контроль             | Попытка приема       |
| Участник             | Нокдауны             | Акцентрованные удары (по цели/всего/точность) | Акцентрованные удары (по цели/всего/точность) | 1Р                   | 2Р                   | 3Р                   | 4Р                   | 5Р                   | Голова               | Корпус               | Ноги                 | Дистанция            | Клинч                | Партер               | Тейкдауны            | Тейкдауны            | Контроль             | Попытка приема       |
| -------------------- | -------------------- | --------------------------------------------- | --------------------------------------------- | -------------------- | -------------------- | -------------------- | -------------------- | -------------------- | -------------------- | -------------------- | -------------------- | -------------------- | -------------------- | -------------------- | -------------------- | -------------------- | -------------------- | -------------------- |
| Шавкат Рахмонов      | 0                    | 37/67                                         | 55 %                                          | 2/5                  | 9/18                 | 11/19                | 14/22                | 1/3                  | 29/55                | 6/10                 | 2/2                  | 24/50                | 3/4                  | 10/13                | 2/10                 | 20 %                 | 11:41                | 0                    |
| Иэн Гэрри            | 0                    | 42/84                                         | 50 %                                          | 3/4                  | 10/24                | 14/34                | 11/16                | 4/6                  | 11/40                | 10/15                | 21/29                | 35/72                | 7/12                 | 0/0                  | 1/2                  | 50 %                 | 2:32                 | 2                    |

| Бой    | Весовая категория        | Результат боя               | Результат боя     | Результат боя | Результат боя | Результат боя | Результат боя      | Результат боя | Способ победы                                       | Раунд | Время | Рефери в ринге |
|        |                          | Главный кард                |                   |               |               |               |                    |               |                                                     |       |       |                |
| Бой 14 | Наилегчайший вес         |                             | Алешандри Пантожа | #Ч            | поб.          |               | Кай Асакура        | д             | Техническая сдача, удушающий приём (удушение сзади) | 2     | 2:05  | Джейсон Херцог |
| Бой 13 | Полусредний вес          |                             | Шавкат Рахмонов   | #3            | поб.          |               | Иэн Гэрри          | #7            | Единогласное решение (48-47, 48-47, 48-47)          | 5     | 5:00  | Марк Годдард   |
| Бой 12 | Тяжелый вес              |                             | Сирил Ган         | #2            | поб.          |               | Александр Волков   | #3            | Раздельное решение (29-28, 28-29, 29-28)            | 3     | 5:00  | Марк Смит      |
| Бой 11 | Полулёгкий вес           |                             | Брайс Митчелл     | #13           | поб.          |               | Крон Грейси        |               | Нокаут (удары локтями из позиции сверху)            | 3     | 0:39  | Кит Питерсон   |
| Бой 10 | Полулёгкий вес           |                             | Чхве Ту-хо        |               | поб.          |               | Нейт Ландвер       |               | Технический нокаут (удары локтями из распятья)      | 3     | 3:21  | Крис Тоньони   |
|        |                          | Предварительный кард        |                   |               |               |               |                    |               |                                                     |       |       |                |
| Бой 9  | Полутяжелый вес          |                             | Доминик Рейес     | #12           | поб.          |               | Энтони Смит        | #13           | Технический нокаут (граунд-энд-паунд)               | 2     | 4:46  | Марк Годдард   |
| Бой 8  | Полусредний вес          |                             | Висенте Луке      | #14           | поб.          |               | Темба Горимбо      |               | Техническая сдача, удушающий приём (анаконда)       | 1     | 0:52  | Марк Смит      |
| Бой 7  | Полулёгкий вес           |                             | Мовсар Евлоев     | #5            | поб.          |               | Алджамейн Стерлинг | #9            | Единогласное решение (29-28, 29-28, 29-28)          | 3     | 5:00  | Джейсон Херцог |
| Бой 6  | Промежуточный вес (175)* |                             | Брайан Баттл      |               | поб.          |               | Рэнди Браун        |               | Раздельное решение (28-29, 29-28, 29-28)            | 3     | 5:00  | Кит Питерсон   |
|        |                          | Ранний предварительный кард |                   |               |               |               |                    |               |                                                     |       |       |                |
| Бой 5  | Промежуточный вес (195)  |                             | Эрик Андерс       |               | поб.          |               | Крис Вайдман       |               | Технический нокаут (граунд-энд-паунд)               | 2     | 4:51  | Марк Смит      |
| Бой 4  | Наилегчайший вес         |                             | Джошуа Ван        |               | поб.          |               | Коди Дёрден        | #14           | Единогласное решение (29-28, 30-26, 30-27)          | 3     | 5:00  | Крис Тоньони   |
| Бой 3  | Полусредний вес          |                             | Майкл Кьеза       |               | поб.          |               | Макс Гриффин       |               | Сдача, удушающий приём (удушение сзади)             | 3     | 1:56  | Марк Годдард   |
| Бой 2  | Легкий вес               |                             | Чейз Хупер        |               | поб.          |               | Клей Гвида         |               | Сдача, болевой приём (рычаг локтя)                  | 1     | 3:41  | Кит Питерсон   |
| Бой 1  | Тяжелый вес              |                             | Кеннеди Нзечукву  |               | поб.          |               | Лукаш Бржеский     |               | Технический нокаут (хук справа и добивание)         | 1     | 4:51  | Крис Тоньони   |

Официальные судейские карточки турнира.

## Награды
Следующие бойцы были удостоены денежного бонуса в размере $50,000:
- Лучший бой вечера: не присуждался
- Выступление вечера: Алешандри Пантожа, Висенте Луке, Чейз Хупер и Кеннеди Нзечукву